# Caló d'es Pou

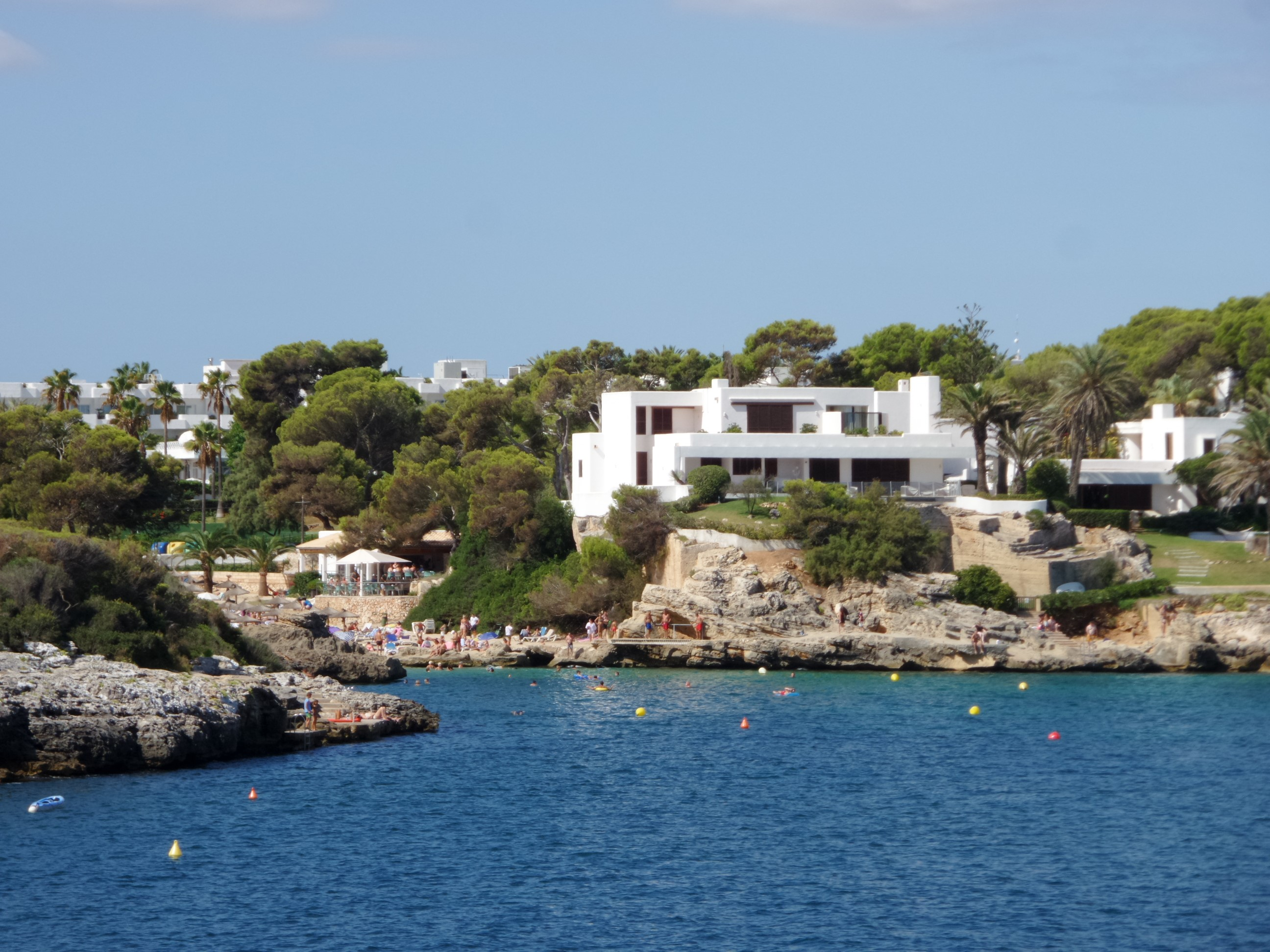
Vista del caló d'es Pou desde el mar.

El caló d'es Pou (o caleta d'es Pou) es una playa que está situada en la localidad española de Cala d'Or, municipio de Santañí, Mallorca. Se trata de una pequeña playa semiurbana de arena blanca, que presenta un grado de ocupación medio durante la época estival. Se encuentra justo al lado del Puerto de Cala d'Or.
El fondo de arena y alga, que está a cinco metros de profundidad, es apto para el fondeo de embarcaciones, así como su localización en el interior de cala Llonga hacen que ofrezca un buen resguardo.
Los chalés de la zona residencial que circundan esta playa son custodiados por El Fortín, fortificación militar construida en 1730.
El acceso por carretera al caló d'es Pou se realiza sin dificultad, siguiéndose la señalización viaria que indica cómo llegar hasta el aparcamiento gratuito contiguo a la playa.
Entre los hoteles que rodean la cala destacan el Hotel Rocamarina, el Talaial, La Mirada y el Martha's.